# 麻生智久
麻生 智久（あそう ともひさ、5月13日 - ）は、日本の男性声優、ナレーター。神奈川県出身。青二プロダクション所属。旧芸名および本名は松丸 卓也（まつまる たくや）。

## 来歴
劇団昴附属綜合芸術学院卒業。青二塾東京校第11期卒業。

## 人物
音域はテノールからハイバリトン。多数のテレビ番組、アニメ、洋画、ラジオ、ドラマ作品に出演している。
趣味は芸能全般の観賞。特技は殺陣。

## 出演
太字はメインキャラクター。

### テレビアニメ
1992年
- クレヨンしんちゃん（1992年 - 2024年、通行人、老人A、おじさん、王様、おじいさん 他）
- ドラゴンクエスト ダイの大冒険（第1作）（死霊の騎士B）
- まじかる☆タルるートくん（審判、TVアナ、運転手）

1993年
- GS美神（男子生徒、ガイコツ武者、村人）
- しましまとらのしまじろう（ほらあな君、館長）
- SLAM DUNK（赤木の父、新入生、常誠の監督）
- ツヨシしっかりしなさい（1993年 - 1994年、男A、上司、司会者、モン吉、校長、老人A、商店主、マスター、執事）
- 美少女戦士セーラームーン（審査員、フルオ、風船売り、伊吹）

1994年
- 蒼き伝説 シュート!（老人）
- 剣勇伝説YAIBA（シンゲツ）
- ジャングルの王者ターちゃん（レスラー）
- キャプテン翼J（ニコラ・バッシ）
- 真拳伝説タイトロード（ボギー水原）
- ドラゴンボールZ（1994年 - 1995年、プイプイ、じいさん、番人）
- ママレード・ボーイ（西田）

1995年
- アニメ世界の童話（黒騎士）
- キテレツ大百科（牧場主、老人、夏目漱石、園長、警官）
- 空想科学世界ガリバーボーイ（老農夫、レジスタンス男、科学者A）
- ご近所物語（ツトムの父）
- ロミオの青い空（老人A）

1996年
- 家なき子レミ（村人、老人、カフェ店主）
- エルフを狩るモノたち（1996年 - 1997年、シェフ、羊飼いのメリー、監視委員長、ゴブリン、村人） - 2シリーズ
- ゲゲゲの鬼太郎（第4作）（1996年 - 1997年、医者、立川、アナウンス、旅館の親父、タカオ 他）
- 地獄先生ぬ〜べ〜（アナウンサー、アナウンス）
- 神秘の世界エルハザード（司会者）
- セイバーマリオネットJ（そば屋、三吉）
- 勇者指令ダグオン（隊員）

1997年
- スレイヤーズTRY（王）
- 超魔神英雄伝ワタル（1997年 - 1998年、爺さん、フィンの父）
- ドラゴンボールGT（老人）
- 忍たま乱太郎（1997年 - 2024年、胆笹腸胃斎、兼八洲比呂波、スッポンタケ忍者、茶店の主人、まんじゅう屋さん 他）
- 白鯨伝説
- はれときどきぶた（神主さん、牛乳屋さん、サングラスの男、ぶたパパ 他）
- バンブー・ベアーズ（キートー）
- フォーチュン・クエストL（行商人）
- HAUNTEDじゃんくしょん（TVの中の声）

1998年
- アンドロイド・アナ MAICO 2010（悪役、オラオラ星人）
- センチメンタルジャーニー（管理人、先生）
- TRIGUN（執事、バーテン）
- のらねこ ダウンタウン（ハンク）
- パニポニ（メガソン博士）
- バブルガムクライシス TOKYO 2040（1998年 - 1999年、メイシオ）
- プリンセスナイン 如月女子高野球部（小島、セバスチャン、松、柳田秘書、アナウンサー、主審）
- ブレンパワード（メカマン、通信士）
- YAT安心!宇宙旅行（第2期）（ノート博士）
- 遊☆戯☆王（マスター）
- ロスト・ユニバース（謎の紳士の声、執事、重役B）

1999年
- イソップワールド（ペリカン大臣、クリ、召使A、男A）
- 神八剣伝（オキナ）
- KAIKANフレーズ（1999年 - 2000年、野村賢三、後援会、医師）
- ゴクドーくん漫遊記（村長）
- 週刊ストーリーランド（大臣1、支配人、村人2）
- ゾイド -ZOIDS-（マスター）
- 装甲救助部隊レストル（ビクター教授、エンジニア）
- ジバクくん（ポリス）
- それいけ!アンパンマン（どじょうおじさん〈4代目〉）
- ちびまる子ちゃん（1999年 - 、中野小心、晴彦の父、文房具屋、高丸の夫〈初代〉 他）
- Blue Gender（キース・ビーン）
- 魔術士オーフェン Revenge（じじい）
- ONE PIECE（1999年 - 2025年、Dr.ナコー、ルイ・アーノート、ロクロシ、幸ベエ 他）

2000年
- アルジェントソーマ（将校A）
- 犬夜叉（老人、名主）
- GEAR戦士電童（教師）
- ゲートキーパーズ（店員、老人）
- 最遊記シリーズ（2000年 - 2004年、黄舐、主人） - 2シリーズ
- 勝負師伝説 哲也（リーゼント、男2）
- Sci-Fi HARRY（ギース）
- ファーブル先生は名探偵（ベルヌ博士）
- マシュランボー（長老）
- 無敵王トライゼノン（ヒ・レッツ）
- 六門天外モンコレナイト（アース・ドラゴン）

2001年
- おとぎストーリー 天使のしっぽ（主人）
- X -エックス-（男）
- 鋼鉄天使くるみ2式（教頭）
- The Soul Taker 〜魂狩〜（役員B）
- サラリーマン金太郎（ディレクター、半田）
- 旋風の用心棒（ヤマモト）
- Z.O.E Dolores, i（ダンテス、バフラム将校、指揮官）
- テイルズ オブ エターニア THE ANIMATION（長老）
- ののちゃん（社長、老父）
- 爆転シュート ベイブレード（執事、ヨハン）
- 魔法戦士リウイ（長老A、ハイエルフ長老、執事、老人、審判員）
- RAVE（ジョーコ）

2002年
- 王ドロボウJING（コニャック）
- おねがい☆ティーチャー（実況）
- Witch Hunter ROBIN（及川達郎）
- キディ・グレイド（ジュメー、ブッフフォルツ、マッドバットブル、ライアル隊長、ランスマン 他）
- サイボーグ009 THE CYBORG SOLDIER（ドラキュラ博士、猿渡）
- シャーマンキング（アイオミ、ラーキ）
- ちっちゃな雪使いシュガー（農夫C）
- 超重神グラヴィオン（ベノワ）
- デュエル・マスターズ（2002年 - 2008年、ゴブリン） - 2シリーズ
- 爆闘宣言ダイガンダー（ハジメ博士）
- HAPPY★LESSON（2002年 - 2003年、田貫） - 2シリーズ
- ぱにょぱにょデ・ジ・キャラット（騎士）

2003年
- アストロボーイ・鉄腕アトム（石田）
- 藍より青し〜縁〜（店員）
- GAD GUARD（モッチ）
- カレイドスターシリーズ（ディレクター）
- 出撃!マシンロボレスキュー（施設長、診療所の医者）
- ストラトス・フォー（査問官）
- SPACE PIRATE CAPTAIN HERLOCK（黒衣の男、マスター）
- ソニックX（2003年 - 2004年、警察署長、大統領、E-51、E-39、E-65 他）
- 釣りバカ日誌（消防団、課長、庄三郎）
- 鋼の錬金術師（2003年 - 2004年、店主）
- FIRESTORM（コズミノフ）

2004年
- 陰陽大戦記（2004年 - 2005年、担任、ナンカイ、榎のサネマロ、おじいさん、楓のダイカク 他）
- かいけつゾロリ（じいちゃ・ファイター）
- 機動戦士ガンダムSEED DESTINY（司祭、サトー隊パイロット、ロゴスの一人）
- 今日からマ王!（神父）
- キン肉マンII世 ULTIMATE MUSCLE（パシャンゴ）
- ケロロ軍曹（2004年 - 2007年、社長、ミノモ、トミタカ）
- 魁!!クロマティ高校（マネージャー）
- サムライガン（錠吉）
- サムライチャンプルー（桃井誠四郎）
- 鉄人28号（第4作）（大学教授、木枯）
- 爆裂天使（白蘭技術者）
- 遙かなる時空の中で-八葉抄-（高僧）
- BECK（BECK）
- 冒険王ビィト（アルフォード）
- ボボボーボ・ボーボボ（MAX清川）
- 舞-HIME（シアーズ会長）
- 妄想代理人
- モンキーターンV（前島治）
- MONSTER（2004年 - 2005年、ブーフナー、代表者A、ヨハンの協力者）

2005年
- ARIA（2005年 - 2008年、アイの父、じゃがバター屋） - 2シリーズ
- いちご100%（豊三郎）
- エンジェル・ハート（医師A）
- ガラスの仮面（演出家 沢木）
- 強殖装甲ガイバー（尾沼与平、ラグナク・ド・クルメグニク）
- 交響詩篇エウレカセブン（高官A）
- ザ・バットマン（アルフレッド）
- BLACK CAT（シン、謎の老人）
- ポケットモンスター アドバンスジェネレーション（セバスチャン、爺さん）
- まじめにふまじめ かいけつゾロリ（2005年 - 2006年、魔法使い、手下、シカソ、社長）
- 雪の女王（宿屋主人）

2006年
- おとぎ銃士 赤ずきん（店主）
- ガイキング LEGEND OF DAIKU-MARYU（ボガード）
- ガラスの艦隊（マコネ）
- 牙 -KIBA-（モロッコ、ハイラム、賢者）
- 銀色のオリンシス（艦長）
- ザ・サード 〜蒼い瞳の少女〜（学者1）
- 天保異聞 妖奇士（竜導用人）
- 祝!(ハピ☆ラキ)ビックリマン（豆ジイ）
- 出ましたっ!パワパフガールズZ（理科の先生）
- パンプキン・シザーズ（アルバート・ミヨン、校長）
- 火の鳥（村長）
- 姫様ご用心（老博士）
- 貧乏姉妹物語（不動産屋、先生、販売所のおじさん）
- ぷるるんっ!しずくちゃん（村長さん）
- ワンワンセレプー それゆけ!徹之進（木村卓造、ナイジェラ、伝令のイヌ）

2007年
- 大江戸ロケット（眼、番頭）
- 機動戦士ガンダム00（デビッド・カーネギー）
- ゲゲゲの鬼太郎（第5作）（2007年 - 2009年、助役、狂骨、老人、課長）
- シグルイ（右近）
- 蒼天の拳（フランス役人1）
- 電脳コイル（デンスケ、おじさん、イサコの叔父）
- はたらキッズ マイハム組（おじさん）
- BACCANO! -バッカーノ!-（トニー、老紳士）
- MOONLIGHT MILE 1stシーズン -Lift off-（タルコフスキー、スタッフ）
- モノノ怪 「化猫」（重役）
- もっけ（薫の祖父）
- レ・ミゼラブル 少女コゼット（理髪店店主）
- ロミオ×ジュリエット（セリモン）

2008年
- RD 潜脳調査室（荒井ハクスイ）
- アリソンとリリア（オーレス、ウェイター）
- 銀魂（編集長）
- イタズラなKiss（木村常務）
- イナズマイレブン（2008年 - 2011年、鬼瓦源五郎、古株さん、場寅仕）
- カオス;ヘッド -CHAOS;HEAD-（医師）
- To LOVEる -とらぶる-（2008年 - 2015年、骨川先生、宇宙人B、事務員） - 3シリーズ
- 墓場鬼太郎（医者）
- ねぎぼうずのあさたろう（呉服屋の主人、茶屋の主人、ご隠居、医師）
- 伯爵と妖精（少佐）
- バトルスピリッツ 少年突破バシン（運転手、ストライカー父、会場アナウンス）
- ポルフィの長い旅（神父）
- マクロスF（副長、老人、声）
- 魔法遣いに大切なこと 〜夏のソラ〜（ひよりの指導員）
- 魍魎の匣（村人C）
- ユメミル、アニメ「onちゃん」（2008年 - 2010年、okパパ、博士） - 2シリーズ

2009年
- 青い文学シリーズ「人間失格」（老刑事）
- あにゃまる探偵 キルミンずぅ（2009年 - 2010年、マネージャー、八木課長）
- 狼と香辛料II（宿屋主人、石屋主人）
- 怪談レストラン（2009年 - 2010年、管理人、医師、おじさん）
- クロスゲーム（朝見菊次）
- 屍姫 赫（大督屍）
- 聖剣の刀鍛冶（老騎士）
- 戦場のヴァルキュリア（貴族C）
- 蒼天航路（肉売り）
- ドラゴンボール改（2009年 - 2014年、病院の医者、プイプイ 他） - 2シリーズ
- 鋼の錬金術師 FULLMETAL ALCHEMIST（機関士A）

2010年
- アイアンマン（村長）
- デジモンクロスウォーズ（デスメラモン）

2011年
- 異国迷路のクロワーゼ The Animation（エドガール）
- イナズマイレブンGO（古株さん）
- テレビまんが 昭和物語
- バクマン。2（茨木編集長）
- ファイ・ブレイン 神のパズル（ジーニアス奥寺）

2012年
- 機動戦士ガンダムAGE（テクノソロン事業部長）
- クロスファイト ビーダマン（ホセ）
- シャイニング・ハーツ 〜幸せのパン〜（ロン）
- ズモモとヌペペ（ついせきマッシーン・ファイヤーシャーク号、モングリーノ、うーさん）
- バトルスピリッツ ソードアイズ（店主）
- ONE PIECE エピソードオブナミ 〜航海士の涙と仲間の絆〜（Dr.ナコー）

2013年
- 革命機ヴァルヴレイヴ（ARUS艦長）
- 京騒戯画（教師）
- 進撃の巨人（2013年 - 2018年、ニック司祭） - 3シリーズ
- 聖闘士星矢Ω（麻森博士）

2014年
- アオハライド（教師）
- 暴れん坊力士!!松太郎（親方A）
- ディスク・ウォーズ:アベンジャーズ（ディアブロ、クリスの父）

2015年
- うしおととら（王）
- ガンダムビルドファイターズトライ（医者）
- ゴッドイーター（大車ダイゴ）
- ドラゴンボール超（2015年 - 2016年、参謀、料理長）
- 名探偵コナン（2015年 - 2022年、谷森棋士、友寄主人、村野長介、カメラマン）
- ワールドトリガー（記者）

2016年
- 終末のイゼッタ（ハルトマイヤー）
- 少年メイド（大家のおじさん）
- SHOW BY ROCK!!#（じい、ナレーション）
- 美少女戦士セーラームーンCrystal Season III（教授）

2017年
- “栄光なき天才たち”からの物語（村上）
- カブキブ!（男性教師）
- タイガーマスクW（嵐高徳）
- パズドラクロス（2017年 - 2018年、ホーフス）
- Fate/Apocrypha（ロッコ・ベルフェバン）
- 魔法陣グルグル（ラジニ）
- ONE PIECE エピソードオブ東の海 〜ルフィと4人の仲間の大冒険!!〜（Dr.ナコー）

2018年
- 蒼天の拳 REGENESIS（ナレーション、フランス軍隊長1）
- PERSONA5 the Animation（特捜部長、エスカルゴ・ララ） - 1シリーズ + 特別編前編
- ピアノの森（2018年 - 2019年、ピオトル） - 2シリーズ
- イナズマイレブン アレスの天秤（函田鉄）
- バキ（医師）
- BORUTO-ボルト- -NARUTO NEXT GENERATIONS-（2018年 - 2020年、ドクター）
- ゲゲゲの鬼太郎（第6作）（2018年 - 2019年、葛見、勇夫）
- キラッとプリ☆チャン（2018年 - 2019年、緑川一平〈さら父〉）
- パズドラ（2018年 - 2025年、組合長）
- ロード・エルメロイII世の事件簿 -魔眼蒐集列車 Grace note-（2018年 - 2019年、ロッコ・ベルフェバン） - 1シリーズ + 特別編

2019年
- ドラえもん（テレビ朝日版第2期）（バケネコ、本屋さんの店主）
- 超人高校生たちは異世界でも余裕で生き抜くようです!（ハイゼラード）
- 魔入りました!入間くん（ベリアール）

2020年
- 歌舞伎町シャーロック（横溝正史）
- 忍たま乱太郎の宇宙大冒険 with コズミックフロント☆NEXT（ガリレオ）
- アサティール 未来の昔ばなし（2020年 - 2024年、医師、老人、ターヘル、お爺さん） - 2シリーズ

2021年
- 赤ちゃん本部長（小島社長、コダン工業社長）
- ましろのおと（澤村松吾郎）
- 出会って5秒でバトル（白鷺勇人）
- かげきしょうじょ!!（高木一夫）
- 半妖の夜叉姫（耳千里）

2022年
- 不滅のあなたへ（ゴウル老師）

2023年
- 婚約破棄された令嬢を拾った俺が、イケナイことを教え込む（園長）

2024年
- キングダム（蔡沢〈2代目〉）
- 転生貴族、鑑定スキルで成り上がる（クラル・オスロー、アマドル・サレマキア） - 2シリーズ
- 狼と香辛料 MERCHANT MEETS THE WISE WOLF（店主）
- ポケットモンスター（男性）
- 魔導具師ダリヤはうつむかない（ジスモンド・カフィ）
- オーイ!とんぼ（老人）

2025年
- ババンババンバンバンパイア（立野長次郎）
- Übel Blatt〜ユーベルブラット〜（祭司長）
- 中禅寺先生物怪講義録 先生が謎を解いてしまうから。（河田先生）
- ずたぼろ令嬢は姉の元婚約者に溺愛される（ウォルフガング）
- 追放者食堂へようこそ!（最高法官）

### 劇場アニメ
1994年
- ドラゴンボールZ 超戦士撃破!!勝つのはオレだ（科学者B）
- 劇場版美少女戦士セーラームーンS（アナウンサー）

1995年
- スペシャルプレゼント 亜美ちゃんの初恋 美少女戦士セーラームーンSuperS 外伝（先生）
- スラムダンク 吠えろバスケットマン魂!! 花道と流川の熱き夏（イチローの父）
- はじまりの冒険者たち レジェンド・オブ・クリスタニア（ローム）
- マクロスプラス MOVIE EDITION

1996年
- 新きまぐれオレンジ☆ロード（松岡教諭）
- ドラゴンクエスト列伝 ロトの紋章（村人）

1998年
- 劇場版ポケットモンスター ミュウツーの逆襲（調査員）

1999年
- MARCO 母をたずねて三千里（中年男）

2000年
- 機動戦士ガンダム 特別版（ゲビル）

2001年
- アリーテ姫（老臣）
- サクラ大戦 活動写真（賢人機関幹部）
- メトロポリス

2002年
- 千年女優

2004年
- スチームボーイ

2005年
- 劇場版 AIR（武者）
- 劇場版 鋼の錬金術師 シャンバラを征く者

2008年
- HIGHLANDER ハイランダー 〜ディレクターズカット版〜（スカベンジャー）

2009年
- 劇場版 マクロスF 虚空歌姫〜イツワリノウタヒメ〜 / 恋離飛翼〜サヨナラノツバサ〜（2009年 - 2011年、老人） - 2作品
- 仏陀再誕－The REBIRTH of BUDDHA

2015年
- ドラゴンボールZ 復活の「F」（参謀）
- 劇場版 進撃の巨人 後編 〜自由の翼〜（ニック司祭）

2017年
- 宇宙戦艦ヤマト2202 愛の戦士たち（長老）

2019年
- ぼくらの7日間戦争（麻川文夫）

2020年
- クレヨンしんちゃん 激突! ラクガキングダムとほぼ四人の勇者（小学校の先生）

2021年
- プリンセス・プリンシパル Crown Handler 第1章（古本屋）

2022年
- クレヨンしんちゃん もののけニンジャ珍風伝（財務大臣）
- 劇場版 からかい上手の高木さん（青木）
- ONE PIECE FILM RED

2024年
- 劇場版 忍たま乱太郎 ドクタケ忍者隊最強の軍師（茂平）

### OVA
1992年
- 機神兵団（フィレオ）

1993年
- ブラック・ジャック（ボランティアの男）

1994年
- GATCHAMAN（博士B）
- グラップラー刃牙（付人）
- 新・キューティーハニー（トバッチリ）
- 真・孔雀王
- マクロスプラス

1995年
- 鬼切丸（叔父）
- GOLDEN BOY さすらいのお勉強野郎（サラリーマンA）
- 負けるな!魔剣道（オバケ）
- BE-BOP-HIGHSCHOOL（須藤）

1996年
- 銀河英雄伝説（マインホフ書記官長）
- 鉄腕バーディー（老人）
- ファイアーエムブレム 紋章の謎

1998年
- MASTERキートン（蛇頭B）

1999年
- 美しいお面（殿様）
- 菜々子解体診書（作業員）
- メルティランサー The Animation（博士、警官 あ）

2001年
- ジョジョの奇妙な冒険 ADVENTURE（浮浪者）

2002年
- ナコルル 〜あのひとからのおくりもの〜 郷里之畏友編（長老）
- ふたりエッチ（矢吹武）

2004年
- 大YAMATO零号（X-4〈A銀河連合本部〉）
- ナースウィッチ小麦ちゃんマジカルてZ（軍隊オタク）
- 土方歳三 白の軌跡（新選組隊士C）

2006年
- 機動戦士ガンダムSEED C.E.73 STARGAZER（ノストラビッチ）

2008年
- HELLSING（2008年 - 2012年、司教、アイランズ卿の曾孫） - 2作品
- METAL GEAR SOLID 2 BANDE DESSINEE（ジム・ハウスマン）

2010年
- テイルズ オブ シンフォニア THE ANIMATION テセアラ編（ジョルジュ）

2011年
- SUPERNATURAL: THE ANIMATION（貧乏神）

2013年
- To LOVEる -とらぶる- ダークネス（骨川先生） - コミックス第8巻限定版に付属

2014年
- 進撃の巨人 イルゼの手帳（ニック司祭）

2018年
- イナズマイレブン Reloaded（鬼瓦源五郎）

### Webアニメ
- ブラック・ジャック（2001年、父、病院長、店員、受付の男）
- 幕末機関説 いろはにほへと（2006年、雑賀孫蔵、競り人、侍1、客1）
- 美少女戦士セーラームーンCrystal（2015年、校務員）
- イナズマイレブン アウターコード（2016年、函田鉄）
- 攻殻機動隊 SAC 2045（2020年、謎の老人）
- 「刃牙」シリーズ（2020年 - 2021年、高僧、老人受刑者[19]） - 2シリーズ
- スプリガン（2022年、メイゼル）

### ゲーム
1994年
- スタートリングオデッセイII 魔竜戦争（ロズベルグ）

1995年
- 熱血レジェンドベースボーラー（ナレーション）

1996年
- フェーダ・リメイク 〜エンブレム・オブ・ジャスティス〜（ラセツ）

1997年
- エルフを狩るモノたち -完全版-（ウツボ）
- ゲゲゲの鬼太郎（今西先生）※PlayStation版
- スターフォックス64（ペッピー・ヘア、ジェームズ・マクラウド 他）
- ドラゴンナイト4（カルタス）
- 熱砂の惑星（薬売り、スマッシャー）
- マリア 君たちが生まれた理由（ナレーション、吉田洋二）
- ラングリッサーI&II（アルバート、ディゴス、ニコリス）

1998年
- お嬢様特急（七尾勝）
- シャイニング・フォースIII シナリオ2 狙われた神子 / シナリオ3 氷壁の邪神宮（ドンホート） - 2作品
- 白き魔女 -もうひとつの英雄伝説-（セガサターン）（ルーレ、ハック、カジム）
- にじいろトゥインクル 〜ぐるぐる大作戦〜（カイジン）
- ビーバス&バットヘッド ヴァーチャル・アホ症候群
- メタルギアソリッド（ジム・ハウスマン）

1999年
- グローランサー（ガムラン）
- ゲッターロボ大決戦!（橘博士、バット将軍）
- 聖少女艦隊バージンフリート（開発王）

2000年
- グランディアII（カルパッチョ）
- SIMPLE1500シリーズ Vol.36 THE 恋愛シミュレーション 〜夏色セレブレーション〜（神崎一弘）
- テイルズ オブ エターニア（カムラン）

2001年
- ジャック×ダクスター 旧世界の遺産（タルパン）
- 大乱闘スマッシュブラザーズDX（ペッピー・ヘア）

2002年
- 兎-野性の闘牌-（馬場券悟）
- 絶体絶命都市（堀田伸治）
- テイルズ オブ ファンダム Vol.1（トーマス・エルロン）
- やきとり娘〜スゴ腕繁盛記〜（小畑総理）

2003年
- テイルズ オブ シンフォニア
- テネレッツァ（ヌーヴォラ）
- 鋼の錬金術師 翔べない天使（ゲルブ）

2004年
- 鋼の錬金術師2 赤きエリクシルの悪魔（店のオヤジ）
- マグナカルタ（テュルボ）

2005年
- イレギュラーハンターX（ライト博士）
- 機動戦士ガンダム 一年戦争（ゲビル）
- シャイニング・フォース ネオ（リーベンハイム）
- スターフォックス アサルト（ペッピー・ヘア）
- テイルズ オブ ザ ワールド なりきりダンジョン3（クライト）
- 冒険王ビィト ダークネスセンチュリー（アルフォード）
- ポンコツ浪漫大活劇バンピートロット（ディーノ）
- 三国志大戦（郭嘉、周倉、張松、孫堅、公孫瓚 他）

2006年
- 機動戦士ガンダム Target in Sight（ビッグトレー艦長）
- ジョジョの奇妙な冒険 ファントムブラッド
- 絶体絶命都市2 -凍てついた記憶たち-（料理長）
- テイルズ オブ ザ テンペスト（アルバート・ミュラー）
- ロックマンロックマン（ライト博士）

2007年
- 英雄伝説 空の軌跡 the 3rd / FC Evolution（2007年 - 2015年、フィリップ、コリンズ学園長） - 2作品
- シャイニング・ウィンド（コウリュウ）
- スーパーロボット大戦OG外伝（アルコ・カトワール）

2008年
- カドゥケウス ニューブラッド（ロバート・クロムウェル）
- スティールプリンセス〜盗賊皇女〜（レスター、ヤック）
- 戦場のヴァルキュリア（ダルクス老人）
- 大乱闘スマッシュブラザーズX（ペッピー・ヘア）
- 龍が如く 見参!

2009年
- アークライズファンタジア（イグナーツ）
- イナズマイレブン2 脅威の侵略者ファイア/ブリザード（鬼瓦源五郎）
- なりそこない英雄譚〜太陽と月の物語〜（ジョキア）
- NINJA GAIDEN Σ2（天狗）
- FRAGILE 〜さよなら月の廃墟〜（アイテム屋）

2010年
- イナズマイレブン3 世界への挑戦!!（古株さん）
- ゴッドイーター（大車ダイゴ）
- ドラゴンボールヒーローズ（2011年 - 2019年、プイプイ） - 5作品

2012年
- オール仮面ライダー ライダージェネレーション2（仮面ライダーX）
- スーパーロボット大戦OG（2012年 - 2014年、レスリー・ラシッド） - 2作品
- STORM LOVER 快!!（桐原）
- 那由多の軌跡（ギオ）

2013年
- シャイニング・アーク（ドルトン）
- スーパーロボット大戦シリーズ（2013年 - 2015年、ギャラクシー船団幹部 老人） - 2作品
- テイルズ オブ シンフォニア ユニゾナントパック
- 魔女と百騎兵

2014年
- 大乱闘スマッシュブラザーズ for Nintendo 3DS / Wii U（ペッピー・ヘア） - 2作品

2016年
- 仮面ライダー バトライド・ウォー創生（仮面ライダーX）
- ペルソナ5
- 百花百狼 〜戦国忍法帖〜

2018年
- 北斗が如く
- 進撃の巨人2（ニック司祭）
- ゼノブレイド2 黄金の国イーラ（兵士）
- 大乱闘スマッシュブラザーズ SPECIAL（ペッピー・ヘア）

2019年
- ペルソナ5 ザ・ロイヤル

2020年
- ドラゴンボールZ カカロット（プイプイ）

2021年
- 共闘ことばRPG コトダマン（第33海兵部隊副長）

2022年
- 機動戦士ガンダム U.C. ENGAGE（2022年 - 2025年、お爺、『ムーン』ナレーション）
- ロックマンX DiVE（Dr.ライト）

2023年
- スーパーロボット大戦DD（ラズバ）

### ドラマCD
- イースII 〜天空の失楽園〜（校長）
- エルフを狩るモノたち ドラマCD vol.3（長老）
- 王子はただいま出稼ぎ中（対戦相手）
- 華族探偵素成の華麗なる冒険（三條卿）
- きまぐれオレンジ☆ロード（松岡教諭）
- キディ・グレイド サウンドレイヤー
- GetBackers -奪還屋- 神の記述編I 〜Divine Revelation〜（京極丸典然）
- サモンナイト（召喚師エノク）
- シャーロック・ホームズ 緋色の研究（クーパー）
- CDドラマコレクションズ 三國志（夏侯恩）
- 幸せはこんなカタチでやってくる（社員）
- すっぴんスピリット Vol.1（中年の男）
- ソード・ワールドSFC2 いにしえの巨人伝説 序章III（行商人）
- 空の軌跡 クローゼ編（コリンズ学園長）
- パンツァーポリス 〜ようこそ機甲都市 伯林〈ベルリン〉へ〜
- 封神演義 CDドラマコレクションズ LEVEL-2・3（元始元尊）
- GファンタジーコミックCDコレクション ファイアーエムブレム暗黒竜と光の剣（ミロア）
- 寵愛 〜お坊ちゃまのお気に入り〜（田嶋）
- To LOVEる Variety CD（なるなるブレスレットくん）
- テイルズ オブ エターニア（カムラン）
- テイルズ オブ デスティニー（トーマス・エルロン）
- テイルズ・オブ・シンフォニア 〜a long time ago〜 vol.1（ジョルジュ）
- テイルズ・オブ・ファンタジア 第1巻（大臣A）
- ときめきメモリアル Girl's Side RADIO DRAMA Vol.01（カメラマン）
- 新世紀GPXサイバーフォーミュラSAGA ROUND3 トラップ・オブ・ケルベロス（執事）
- 女神異聞録ペルソナ Vol.1（山岡）
- 理事長様のお気に入り（橋本）
- るろうに剣心 -明治剣客浪漫譚- CDブック（浦村署長）
- DARK EDGE はじまりの予鈴（宮田）
- マリア 君たちが生まれた理由（外科医）
- 娘ドラ◎（老人）
- メタルギアソリッド DRAMA CD Vol.1（機長）
- 蓬萊学園の初恋!（生徒）
- 二重螺旋2 愛情鎖縛（堂森の祖父）

### ラジオドラマ
- 青山二丁目劇場
  - 夢十夜 第十夜 庄太郎と女と豚（2006年、私）
  - 邯鄲の夢（2006年、崔）
  - D坂の殺人事件（2006年、小林刑事）
  - 忠臣ぐらっ〜星野金右衛門の場合（2006年、浅野内匠頭）
  - 待合室（2007年、お父さん）
  - クニの花屋（2008年、ビジネスマン）
  - サイボーグ009〜誕生編〜（2009年、科学者）
  - 声に恋して（2010年、部長）
  - 触りなれた手のひら（2010年、精神科医）
  - プラネタリウム（2013年、関口）
  - 母の秘密（2013年、山補）
  - ホタルコンシェルジュ（2013年、岩松）
  - 私立探偵ファニーさん（2013年、酒井健治）
  - 課長の毛の下には希望が埋まっている（2014年、課長）
  - 会話のない老夫婦（2015年、老紳士）
  - 下の名前で呼んでください（2015年、高田）
  - 美人OLの通信簿（2015年、田河和彦）
  - 午前0時のラジオ局（2017年、村長）
- 流星倶楽部（ABCラジオ / 阿部奈緒次郎、久米和義、水田健介）
- 雨宮栄子の新カンカク株式サロン（ラジオたんぱ）
- 青春アドベンチャー 嘘か真か（2021年、NHK-FM）[26]

### 吹き替え

#### 映画
- アンディ・ラウの九龍帝王（パオ）
- アストロノーツ（ベイルズ〈テッド・ライミ〉）
- カンニバル! The Musical（ハンフリー〈マット・ストーン〉）
- カンザス・シティ（ジョニー・フリン〈スティーヴ・ブシェミ〉）
- ケミカル51（デュラント〈リッキー・トムリンソン〉）
- 決戦・紫禁城
- ゴーストシップ（サントス〈アレックス・ディミトリアデス〉）
- ザ・ビジター2（軍曹）
- ザ・ワン（MVA局長〈スティーブ・ランキン〉）
- ショウタイム（ブラッド〈ピーター・ジェイコブソン〉）
- スウィーパーズ（ミッチ〈ニック・ボレイン〉）
- スペース・オデッセイ（オーウェン・マーシュ〈アート・ヒンドル〉）
- ゼイ・イート・ドッグス（ヘニング）
- ダーク・インフェルノ
- ダーククリスタル ※BD版
- チアリーダー忍者（スティーヴン〈ジェフ・ニコルソン〉）
- トレーニング デイ（サミー〈スヌープ・ドッグ〉[27]）
- フットルース（ウェス・ワーニッカー〈アーサー・ローゼンバーグ〉）
- ファントム/開戦前夜（ティルトフ〈ショーン・パトリック・フラナリー〉）
- フォーエバー・フィーバー（テイ店長〈ケイ・トン・リム〉）
- ベリー・バッド・ウェディング（チャールズ・ムーア〈リーランド・オーサー〉）
- ライブ・フロム・バグダッド 湾岸戦争最前線
- ラストデイズ（レイマン）
- ロスト・ワールド/失われた世界
- ロック・ネス（ブレイ〈パトリック・バーギン〉）
- ロンメルズ・ゴールド（ヴィットリオ）
- わんワンロード 全米横断5500キロの旅（マイケル・ラドクリフ〈ティモシー・ボトムズ〉）※旧ソフト版

#### ドラマ
- 刑事ナッシュ・ブリッジス
- 三国志演義（盧植、陳琳）※NHK-BS2版
- 新スーパーマン
- CSI:科学捜査班
  - シーズン2 #19（ピアソン〈リーランド・オーサー〉）
  - シーズン3 #13（ベントン〈ジム・ラッシュ〉）
  - シーズン4 #13（ボビー・ジョーンズ医師〈ジョエル・ビソネット〉）
  - シーズン5 #6（ジョナサン・エイブリー・ブレイク三世）
- CSI:ニューヨーク2（マスター）
- ビバリーヒルズ高校白書
- ONE PIECE（2023年、船長）

#### アニメ
- アクションリーグ・ナウ（市長）
- アラジンの大冒険
- シルベスター&トゥイーティー ミステリー
- スター・ウォーズ 反乱者たち（AP-5）
- ドンキーコング（クラッシャ、インカ・ディンカドゥ、クリッター）
- ヘラクレス（ペリクレス）
- モンキーマジック（玉帝、酒屋の主人、妖怪）

#### 人形劇
- きかんしゃトーマス（スカーロイ、スレート貨車、中央ソドー鉄道の支配人 他）※フジテレビ版

### 特撮
- 電光超人グリッドマン（1993年、時空魔人亜武丸の声、ツッパリ怪獣ゴロマキングの声）
- ウルトラマンティガ（1996年、赤色昼型宇宙人スタンデル星人レドルの声、人工生命体ビザーモの声）
- 仮面ライダーBLACK SUN（2022年、堂波道之助の声）

### ボイスオーバー
- NHKスペシャル（NHK総合）
- オモクリ監督 〜O-Creator's TV show〜（フジテレビ）
- 緊Q国会!世界の名案（テレビ朝日）
- THE世界遺産（TBS）
- シャキーン!（NHK-Eテレ）
- 日立 世界・ふしぎ発見!（TBS）
- バーニー博士のペット百科（NHK-BS）
- ハイビジョン特集（NHKBS2）
- 美の巨人たち（テレビ東京）
- ペケ×ポン（フジテレビ）
- CNNヘッドライン（テレビ朝日）
- BS世界のドキュメンタリー（NHK BS1）
- 報道特集（TBS）
- 電脳おやじ（脱サラおやじ、世界史おやじ、エロおやじ、カラオケおやじ）

### ナレーション
- 医食同源（テレビ東京）
- FNSドキュメンタリー大賞「きえない痛み〜強いられた不妊手術〜」（2019年、フジテレビ）
- エンジョイライフ（NHK BS1）
- FNNスーパーニュース（フジテレビ）
- 決め方TV（テレビ朝日）
- 世界遺産へ!最後の秘境 沖ノ島〜日本を動かした謎の海人族〜（テレビ東京）
- DVD カラーで見る戦争「太平洋戦争 / 第二次世界大戦」（日本語版ナレーター）
- 超ド級!世界のありえない映像大賞年末SP 豪華俳優&最強映像ガチ審（2023年、フジテレビ）
- わいん好き（テレビ東京）

### テレビドラマ
- トリック TRICK 第4話「村人が全員消えた」（2000年、テレビ朝日）

### 舞台
- アトリエ「ん」第2回公演 朗読劇「むかしやよもやま」（2013年）

### その他コンテンツ
- 機動戦士ガンダム0079カードビルダー（ゼイガン）
- パチンコ 湘南爆走族（茂岡義重）
- 世界名作絵本CD
  - 「ヘンゼルとグレーテル」
  - 「森の中の3人の小人」
- 『MODERN TIMES』 PUNPEE（2017年10月4日）
  - 「2057」
  - 「Interval」
  - 「Oldies」

### シリーズ一覧
1. ↑  第1期（1996年）、第2期『II』（1997年）
2. ↑  『幻想魔伝 最遊記』（2000年）、『最遊記RELOAD GUNLOCK』（2004年）
3. ↑  『デュエル・マスターズ』（2002年）、『デュエル・マスターズ クロス』（2008年）
4. ↑  第1期『THE TV』（2002年）、第2期『ADVANCE』（2003年）
5. ↑  第1期『The ANIMATION』（2005年）、第3期『The ORIGINATION』（2008年）
6. ↑  【To LOVEる -とらぶる-】
第1期（2008年）、第2期『もっとTo LOVEる -とらぶる-』（2010年）
【To LOVEる -とらぶる- ダークネス】
第2期『2nd』（2015年）
7. ↑  第1期（2008年）、第2期『シーズン2』（2010年）
8. ↑  第1期（2009年 - 2010年）、第2期（2014年）
9. ↑  第1期（2013年）、Season 2（2017年）、Season 3 Part 1（2018年）
10. ↑  テレビシリーズ（2018年）、特番『Dark Sun...』（2018年）
11. ↑  第1シリーズ（2018年）、第2シリーズ（2019年）
12. ↑  0話（2018年）、テレビシリーズ（2019年）
13. ↑  第1作（2020年）、第2作『アサティール2 未来の昔ばなし』（2024年）
14. ↑  第1期（2024年）、第2期（2024年）
15. ↑  『Ⅳ』（2008年）、『Ⅹ』（2012年）
16. ↑  『ドラゴンボールヒーローズ』（2010年）、『アルティメットミッション』（2013年）、『アルティメットミッション2』（2014年）、『スーパードラゴンボールヒーローズ』（2016年）、『アルティメットミッションX』（2017年）、『ワールドミッション』（2019年）
17. ↑  『第2次OG』（2012年）、『ダークプリズン』（2014年）
18. ↑  『UX』（2013年）、『第3次Z天獄篇』（2015年）

### 初出話一覧
1. ↑  第13話初出
2. 1 2 3  第6話初出
3. ↑  第23話初出
4. ↑  第7話初出
5. ↑  第64話初出
6. ↑  第11話初出
7. ↑  第15話初出
8. ↑  第1話初出
9. ↑  第8話初出
10. ↑  第3話初出